# Хайнц Кохут
Хайнц Кохут (на немски: Heinz Kohut) e американски психоаналитик, добре познат чрез развитието на себе-психологията, влиятелно теоретично течение в психодинамиката/психоаналитичната теория, която теория спомага за развитието на съвременните аналитични и динамични подходи на лечение.

## Биография
Роден е на 3 май 1913 година във Виена, Австро-Унгария, единствен син в австро-еврейско семейство. Получава блястящо образование във Виенска гимназия, а по-късно завършва и медицина със специалност неврология във Виенския университет – при доктора по медицина Август Айхорн. Заради нацистката заплаха се премества в Англия, а по-късно и в САЩ.
По-нататъшното си неврологично и психоаналитично образование го получава в Чикаго. Работи като невролог, като преподавател по неврология и психиатрия, като асистент на професор по психиатрия, а от 1957 г. е професор по психиатрия, член на Чикагския институт по психоанализа. Кохут е създателят на Чикагската психотерапевтична школа.

## Научна дейност
Кохут създава двумерен модел на Аза, имащ полюс амбиции и полюс идеали, като изоставя умствения апарат изграден от структури (ид, его, суперего) и защитни механизми, който е въведен от Фройд.
Някои смятат себе-психологията за ново направление, а не за разновидност на психоанализата (Карвасарский). Себе-психологията е по-близо до хуманистичните теории на пациент-центрираната психотерапия и до екзистенциализма, отколкото другите психоаналитични подходи. За Хайнц Кохут развитието на стабилно и съгласувано уникално „собствено Аз“ е основният въпрос за развитието на личността (ако това не се изпълни води до психопатология). Себе-обектите играят решаваща роля във формирането на съгласувано „собствено Аз“.